# Nasio Fontaine
Nasio Fontaine (* 1969 in Carte-Bois, Dominica) ist ein dominicanischer Rastafari und Reggae-Musiker.

## Leben
Nasio Fontaine ist jüngstes von sieben Kindern. Bereits im Alter von acht Jahren begann er in der Schule und der Kirche zu singen. Die ärmlichen Verhältnisse, in denen er lebte, zwangen ihn zum kreativen Selbstbau von allerlei Musikinstrumenten, mit denen er schon bald bei den alljährlichen Talentwettbewerben seiner Schule auftrat. Dabei inspirierten ihn besonders die Musikrichtungen Calypso, Soca und Zouk; seinen endgültigen Stil fand er jedoch erst, als er 1981 auf die Nachbarinsel Sint Maarten zog und dort mit Reggae und Rastafari in Berührung kam. Im Alter von 13 Jahren sagte er seinen Eltern, dass er nicht mehr in die Kirche gehen wolle, und diese erlaubten es ihm. Von diesem Augenblick an ernährte er sich streng vegetarisch und studierte die Rastafari-Religion, nach deren Grundsätzen er seither lebt.
Aus der Schule entlassen, arbeitete er als Tagelöhner und lebte in einfachen Verhältnissen, sparte so gut es ging sein Geld und träumte davon, Musik zu machen. Derweil brachten ihm Freunde Akkorde bei und er lernte sogar richtig schreiben, bis er 1986 schließlich genug Geld gespart hatte und seinen ersten eigenen Song Born to be free auf eigene Kosten produzierte. Er verkaufte auf Anhieb 5.000 Singles. Dies brachte ihm einen kleinen finanziellen Gewinn und vor allem viel Ansehen in Dominica und der karibischen Umgebung, so dass er zum nationalen Künstler des Jahres gewählt wurde. Davon ließ er sich jedoch nicht blenden und kehrte zu seiner Arbeit als Tagelöhner zurück. Dieser Arbeit ging er nach, bis er 1990 erneut genug Geld zusammen hatte, um eine weitere Platte aufzunehmen. Diese war dann so erfolgreich, dass er sich fortan ausschließlich der Musik widmen konnte.
Heute lebt er mit seiner Frau in New York.

## Diskografie

### Singles
- 1986 Born to be free
- 1986 Party
- 1990 Babylon Is A Fallin

### Alben
- 1994 Reggae Power
- 1997 Wolf Catcher
- 1999 Revolution
- 2003 Living in the Positive
- 2006 Universal Cry
- 2007 Rise Up